# 上北鉱山
上北鉱山（かみきたこうざん）は、青森県上北郡天間林村（現七戸町）字南天間舘で操業していた日本鉱業（後にJXホールディングス等を経てENEOSホールディングス）経営の鉱山。1940年（昭和15年）に操業開始。銅と硫化鉄を産出し、最盛期には1ヶ月に2万トンの鉱石を処理したが、鉱石の枯渇により1973年（昭和48年）6月に閉山した。

## 歴史
- 大正初め - 大坪川上流にて藤田組が高森鉱山を発見、後に鉱山の権利を買った三井栄一によって「高森鉱山株式会社」が設立される[1]。
- 1935年（昭和10年） - 高森鉱山株式会社が高森鉱山の南側に新しい硫化鉄鉱脈を発見する[1]。
- 1936年（昭和11年） - 日本鉱業が新しい硫化鉄鉱脈の採掘権を高森鉱山株式会社から購入し、「上北鉱山」と命名される[1]。
- 1940年（昭和15年） - 本格的に採掘を開始。
- 1941年（昭和16年） - 銅鉱床を発見。
- 1944年（昭和19年） - 日本鉱業が高森鉱山の権利[2]を買って上北鉱山に統合する[1]。
- 1955年（昭和30年） - 選鉱場が完成。1ヶ月に2万トンの鉱石を処理する。
- 1973年（昭和48年） - 資源の海外依存が強まったのと鉱石の枯渇により閉山。

## エピソード
- 国内最大の銅産出量を誇り「神風鉱山」と呼ばれていた。
- 最盛期には5000人もの人々が暮らし、かつては小中高校、病院、郵便局、映画館、食品スーパーが存在した。
- 青森市の国鉄東北本線(当時)野内駅[3]と上北鉱山を結ぶ索道（ロープウェー）が通っていた。
- 現在は金属鉱業等鉱害対策特別措置法に基づいて、指定鉱害防止事業機関[4]が鉱害防止業務として坑水処理場を設け、鉱毒の中和作業を実施している。
- この周辺ではサモダシ（ナラタケ）等の山菜取りが盛んに行われている。

## 周辺
- みちのく有料道路（ただし離れている）
- 八甲田トンネル（近隣だが地中になる）
- 青森県道242号後平青森線